# Nordijska kombinacija na Zimskih olimpijskih igrah 2010 - ekipno na veliki skakalnici in 4X5 kilometrov
Nordijska kombinacija na Zimskih olimpijskih igrah 2010 - ekipno na srednji skakalnici in 4X5 kilometrov, tekmovanje je potekalo 23. februarja 2010.

## Rezultati

### Smučarski skoki
| Poz | Št | Država                                                                                | Dolžina (m)             | Tožke                         | Zaotanek (s) |
| --- | -- | ------------------------------------------------------------------------------------- | ----------------------- | ----------------------------- | ------------ |
| 1   | 5  | Finska · Janne Ryynänen · Jaakko Tallus · Hannu Manninen · Anssi Koivuranta           | 138,5 129,5 130,0 136,0 | 507,0 134,2 120,3 120,5 132,0 | -            |
| 2   | 6  | ZDA · Brett Camerota · Todd Lodwick · Bill Demong · Johnny Spillane                   | 133,5 136,5 131,5 134,0 | 505,8 122,3 132,2 123,8 127,5 | 0:02         |
| 3   | 10 | Avstrija · Mario Stecher · David Kreiner · Bernhard Gruber · Felix Gottwald           | 130,5 126,5 136,0 125,0 | 479,9 121,7 114,7 131,0 112,5 | 0:36         |
| 4   | 2  | Japonska · Daito Takahaši · Akito Vatabe · Norihito Kobajaši · Taihei Kato            | 136,5 125,0 124,0 132,5 | 475,9 132,2 112,0 110,0 121,7 | 0:41         |
| 5   | 8  | Francija · François Braud · Sébastien Lacroix · Maxime Laheurte · Jason Lamy-Chappuis | 128,5 123,5 128,5 135,0 | 474,7 117,7 110,3 117,7 129,0 | 0:43         |
| 6   | 9  | Nemčija · Tino Edelmann · Johannes Rydzek · Björn Kircheisen · Eric Frenzel           | 123,0 129,0 132,0 129,5 | 473,3 109,0 119,0 124,5 120,8 | 0:45         |
| 7   | 7  | Norveška · Espen Rian · Jan Schmid · Magnus Moan · Petter L, Tande                    | 128,0 121,5 131,5       | 468,4 117,0 105,8 122,8       | 0:51         |
| 8   | 4  | Češka · Aleš Vodseďálek · Miroslav Dvořák · Tomáš Slavík · Pavel Churavý              | 123,0 124,0 125,5 132,0 | 457,3 109,0 110,5 113,3 124,5 | 1:06         |
| 9   | 1  | Švica · Tim Hug · Seppi Hurschler · Tommy Schmid · Ronny Heer                         | 123,5 121,0 131,5 117,0 | 436,6 110,3 105,0 122,8 98,5  | 1:34         |
| 10  | 3  | Italija · Lukas Runggaldier · Armin Bauer · Giuseppe Michielli · Alessandro Pittin    | 126,5 114,0 112,5 122,5 | 402,6 113,7 92,0 89,7 107,2   | 2:19         |

### Smučarski tek
| Poz | Št | Država                                                                                | Zaos. po skok. | Čas teka                                | Uvr. v teku | Skupaj  |
| --- | -- | ------------------------------------------------------------------------------------- | -------------- | --------------------------------------- | ----------- | ------- |
| 1   | 3  | Avstrija · Bernhard Gruber · David Kreiner · Felix Gottwald · Mario Stecher           | 0:36           | 48:55,6 11:57,7 11:49,0 12:04,3 13:04,6 | 1           | 0,0     |
| 2   | 2  | ZDA · Brett Camerota · Todd Lodwick · Johnny Spillane · Bill Demong                   | 0:02           | 49:34,8 12:28,0 11:52,3 12:18,8 12:55,7 | 4           | +5,2    |
| 3   | 6  | Nemčija · Johannes Rydzek · Tino Edelmann · Eric Frenzel · Björn Kircheisen           | 0:45           | 49:06,1 11:56,2 11:58,0 12:13,6 12:58,3 | 2           | +19,5   |
| 4   | 5  | Francija · Maxime Laheurte · François Braud · Sébastien Lacroix · Jason Lamy-Chappuis | 0:43           | 49:28,4 11:53,3 12:02,3 12:34,7 12:58,1 | 3           | +39,8   |
| 5   | 7  | Norveška · Jan Schmid · Espen Rian · Petter L, Tande · Magnus Moan                    | 0:51           | 49:34,9 11:51,4 12:13,5 12:32,9 12:57,1 | 5           | +54,3   |
| 6   | 4  | Japonska · Taihei Kato · Daito Takahaši · Akito Vatabe · Norihito Kobajaši            | 0:41           | 50:04,8 12:01,8 12:07,3 12:38,3 13:17,4 | 6           | +1:14,2 |
| 7   | 1  | Finska · Janne Ryynänen · Jaakko Tallus · Anssi Koivuranta · Hannu Manninen           | 0:00           | 51:53,1 12:32,6 12:46,8 13:12,9 13:20,8 | 8           | +2:21,5 |
| 8   | 8  | Češka · Aleš Vodseďálek · Miroslav Dvořák · Tomáš Slavík · Pavel Churavý              | 1:06           | 51:44,2 12:51,5 12:10,8 13:08,1 13:33,8 | 7           | +3:18,6 |
| 9   | 9  | Švica · Seppi Hurschler · Tim Hug · Tommy Schmid · Ronny Heer                         | 1:34           | 52:15,8 12:02,2 12:31,7 13:38,8 14:03,1 | 10          | +4:18,2 |
| 10  | 10 | Italija · Alessandro Pittin · Giuseppe Michielli · Lukas Runggaldier · Armin Bauer    | 2:19           | 51:55,5 12:07,8 12:20,2 13:27,5 14:00,0 | 9           | +4:42,9 |